# Misy-sur-Yonne
Misy-sur-Yonne és un municipi francès, situat al departament de Sena i Marne i a la regió de Illa de França. L'any 2007 tenia 934 habitants.
Forma part del cantó de Montereau-Fault-Yonne, del districte de Provins i de la Comunitat de comunes del Pays de Montereau.

## Demografia

### Població
El 2007 la població de fet de Misy-sur-Yonne era de 934 persones. Hi havia 343 famílies, de les quals 86 eren unipersonals (57 homes vivint sols i 29 dones vivint soles), 110 parelles sense fills, 143 parelles amb fills i 4 famílies monoparentals amb fills.
La població ha evolucionat segons el següent gràfic:
Habitants censats

### Habitatges
El 2007 hi havia 515 habitatges, 344 eren l'habitatge principal de la família, 164 eren segones residències i 7 estaven desocupats. 500 eren cases i 5 eren apartaments. Dels 344 habitatges principals, 293 estaven ocupats pels seus propietaris, 40 estaven llogats i ocupats pels llogaters i 11 estaven cedits a títol gratuït; 6 tenien una cambra, 24 en tenien dues, 89 en tenien tres, 103 en tenien quatre i 122 en tenien cinc o més. 203 habitatges disposaven pel capbaix d'una plaça de pàrquing. A 168 habitatges hi havia un automòbil i a 143 n'hi havia dos o més.

### Piràmide de població
La piràmide de població per edats i sexe el 2009 era:
| Homes | Edats   | Dones |
| ----- | ------- | ----- |
| 0     | 95 o +  | 8     |
| 0     | 90 a 94 | 8     |
| 4     | 85 a 89 | 4     |
| 20    | 80 a 84 | 20    |
| 16    | 75 a 79 | 20    |
| 12    | 70 a 74 | 8     |
| 16    | 65 a 69 | 20    |
| 12    | 60 a 64 | 24    |
| 44    | 55 a 59 | 20    |
| 12    | 50 a 54 | 4     |
| 20    | 45 a 49 | 24    |
| 5     | 40 a 44 | 12    |
| 56    | 35 a 39 | 17    |
| 24    | 30 a 34 | 48    |
| 24    | 25 a 29 | 16    |
| 4     | 20 a 24 | 28    |
| 36    | 15 a 19 | 8     |
| 16    | 10 a 14 | 20    |
| 32    | 5 a 9   | 32    |
| 24    | 0 a 4   | 28    |

## Economia
El 2007 la població en edat de treballar era de 558 persones, 382 eren actives i 176 eren inactives. De les 382 persones actives 344 estaven ocupades (198 homes i 146 dones) i 38 estaven aturades (13 homes i 25 dones). De les 176 persones inactives 56 estaven jubilades, 47 estaven estudiant i 73 estaven classificades com a «altres inactius».

### Ingressos
El 2009 a Misy-sur-Yonne hi havia 337 unitats fiscals que integraven 918 persones, la mediana anual d'ingressos fiscals per persona era de 17.820,5 €.

### Activitats econòmiques
Dels 30 establiments que hi havia el 2007, 2 eren d'empreses extractives, 2 d'empreses de fabricació d'altres productes industrials, 8 d'empreses de construcció, 6 d'empreses de comerç i reparació d'automòbils, 3 d'empreses d'hostatgeria i restauració, 2 d'empreses d'informació i comunicació, 3 d'empreses financeres, 2 d'empreses de serveis, 1 d'una entitat de l'administració pública i 1 d'una empresa classificada com a «altres activitats de serveis».
Dels 12 establiments de servei als particulars que hi havia el 2009, 1 era un taller de reparació d'automòbils i de material agrícola, 2 paletes, 1 guixaire pintor, 1 fusteria, 2 lampisteries, 2 electricistes, 1 perruqueria i 2 restaurants.
Dels 3 establiments comercials que hi havia el 2009, 2 eren botiges de menys de 120 m² i 1 una joieria.

## Equipaments sanitaris i escolars
L'únic equipament sanitari que hi havia el 2009 era una ambulància.
El 2009 hi havia una escola elemental.

## Poblacions més properes
El següent diagrama mostra les poblacions més properes.